# Карлгеорг Шустер
Карлгеорг Шустер (нім. Karlgeorg Schuster; 19 серпня 1886, Ільцен — 16 червня 1973, Гайкендорф) — німецький військово-морський діяч; адмірал крігсмаріне. Кавалер Німецького хреста в золоті.

## Біографія
1 квітня 1905 року поступив на службу кадетом в кайзерліхмаріне.Пройшов підготовку на навчальному кораблі «Штайн» і у військово-морському училищі. У 1911-13 роках — вахтовий офіцер на підводному човні U-4, в 1913-14 роках — на легкому крейсері «Страсбург». Служив на лінійних кораблях і крейсерах. Учасник Першої світової війни, вахтовий офіцер на підводному човні U-35 (3 листопада 1914 — 28 травня 1915), інструктор підводної школи (29 травня 1915 — 31 січня 1916, 7 лютого — 30 червня 1916 і 30 листопада 1917 — 7 листопада 1918) , командир підводного човна U-60 (1 листопада 1916 — 25 листопада 1917). Всього за час бойових дій потопив 35 кораблів загальною водотоннажністю 75 721 брт. 
Після завершення війни продовжив службу в рейхсмаріне. З 23 вересня 1919 року — навігаційний офіцер легкого крейсера «Регенсбург», з 1 червня 1920 року — ад'ютант штабу військово-морської станції «Остзе». З 13 квітня 1923 року — 1-й офіцер крейсера «Тетіс», з 7 листопада 1924 року — 1-й офіцер Адмірал-штабу в штабі військово-морської станції «Остзе». З 24 вересня 1927 року — навігаційний, з 24 вересня 1927 року — 1-й офіцер лінійного корабля «Гессен». 1 жовтня 1929 року переведений в Морське керівництво. З 27 вересня 1933 року — командир лінійного корабля «Шлезвіг-Гольштейн». 1 березня 1935 року переведений в розпорядження начальника військово-морської станції «Нордзе», займався питаннями морської торгівлі з Великою Британією. 28 червня 1935 року призначений 2-м адміралом військово-морської станції «Нордзе», а 25 вересня 1935 року переведений на аналогічний пост на Балтиці. Під час чергової реорганізації 1 січня 1938 року перейменований у 2-го адмірала на Балтиці. Одночасно з 1 жовтня 1937 по 31 березня 1938 року командував охоронними силами на Балтиці (ще раз виконував обов'язки командувача з 28 жовтня 1938 по 4 січня 1939 року). 
28 жовтня 1938 року призначений інспектором військово-морських навчальних закладів. 3 листопада 1939 року очолив штаб військової торгівлі та економіки в складі Верховного командування вермахту. 27 травня 1940 року призначений адміралом на Заході (з 22 червня 1940 року — адмірал у Франції). З 4 березня 1941 року — начальник військово-морського командування «Z», з 3 квітня 1941 року — адмірал на Південному Сході. 30 червня 1941 року на базі відомства Шустера і під його керівництвом було сформовано Командування групи ВМС «Південь». 20 березня 1943 року звільнений з посади і переведений в резерв, але вже 1 липня призначений начальником Військово-історичного відділу ОКМ. Залишався на цій посаді до 8 квітня 1945 року. Після війни заарештований союзниками і поміщений в табір для військовополонених. 23 травня 1947 року звільнений. 

## Звання
- Морський кадет (1 квітня 1905)
- Фенріх-цур-зее (7 квітня 1906)
- Лейтенант-цур-зее (28 вересня 1908)
- Оберлейтенант-цур-зее (29 серпня 1910)
- Капітан-лейтенант (16 листопада 1915)
- Корветтен-капітан (1 травня 1924)
- Фрегаттен-капітан (1 серпня 1929)
- Капітан-цур-зее (1 жовтня 1931)
- Контрадмірал (1 травня 1935)
- Віцеадмірал (1 квітня 1938)
- Адмірал (1 січня 1940)

## Нагороди
- Залізний хрест
  - 2-го класу (7 квітня 1915)
  - 1-го класу (5 квітня 1917)
- Орден «Османіє» 4-го класу з шаблями (Османська імперія; липень 1916)
- Ганзейський Хрест (Любек; жовтень 1916)
- Королівський орден дому Гогенцоллернів, лицарський хрест з мечами (1 грудня 1917)
- Нагрудний знак підводника (1918)
- Почесний хрест ветерана війни з мечами (21 грудня 1934)
- Медаль «За вислугу років у Вермахті» 4-го, 3-го, 2-го і 1-го класу (25 років; 2 жовтня 1936) — отримав 4 нагороди одночасно.
- Орден Заслуг (Угорщина), великий хрест (20 серпня 1938)
- Медаль «У пам'ять 1 жовтня 1938» (20 грудня 1939)
- Медаль «У пам'ять 22 березня 1939 року»
- Застібка до Залізного хреста
  - 2-го класу (31 липня 1940)
  - 1-го класу (6 червня 1941)
- Орден «За військові заслуги» (Болгарія), великий хрест з військовою відзнакою
- Орден Корони короля Звоніміра, великий хрест з мечами (Незалежна Держава Хорватія; 26 вересня 1942)
- Орден Зірки Румунії 1-го класу (6 жовтня 1942)
- Орден Михая Хороброго 3-го класу (Королівство Румунія; 15 січня 1943)
- Орден Римського орла, великий срібний хрест (Королівство Італія; 6 лютого 1943)
- Німецький хрест в золоті (19 лютого 1943)
- Медаль «Хрестовий похід проти комунізму» (Королівство Румунія)